# Округ Џоунс (Јужна Дакота)
Округ Џоунс (енгл. Jones County) је округ у америчкој савезној држави Јужна Дакота.

## Демографија
По попису из 2010. године број становника је 1.006, што је 187 (-15,7%) становника мање него 2000. године.
| Група             | 2000.         | 2010.       |
| Белци             | 1.141 (95,6%) | 949 (94,3%) |
| Афроамериканци    | 0 (0,0%)      | 1 (0,1%)    |
| Азијати           | 0 (0,0%)      | 0 (0,0%)    |
| Хиспаноамериканци | 4 (0,3%)      | 13 (1,3%)   |
| Укупно            | 1.193         | 1.006       |